# Hermannplatz (metrostation)
Hermannplatz is een station van de metro van Berlijn, gelegen onder het gelijknamige plein op de grens van de Berlijnse stadsdelen Kreuzberg en Neukölln. Het metrostation werd geopend op 11 april 1926 en wordt bediend door de lijnen U7 en U8.

## Geschiedenis
Plannen voor de metrolijnen die elkaar in station Hermannplatz kruisen bestonden al aan het begin van de 20e eeuw. Terwijl de Nord-Süd-Bahn (nu U6 en U7) door de stedelijke Nord-Süd-Bahn AG werd ontwikkeld, was de aanleg van de Gesundbrunnen-Neukölln-Bahn (nu U8) in handen van de private firma AEG. Beide maatschappijen onderhandelden lang over de uitvoering van het kruisingsstation bij de Hermannplatz en besloten uiteindelijk twee parallel aan elkaar gelegen perrons aan te leggen onder de Hasenheide.
Nadat de AEG-Schnellbahn-AG na de Eerste Wereldoorlog failliet was gegaan nam het stadsbestuur de GN-Bahn over en werden de plannen herzien. De route van de GN-Bahn werd aangepast zodat er onder de Hermannplatz een kruisingsstation met twee niveaus gebouwd kon worden.

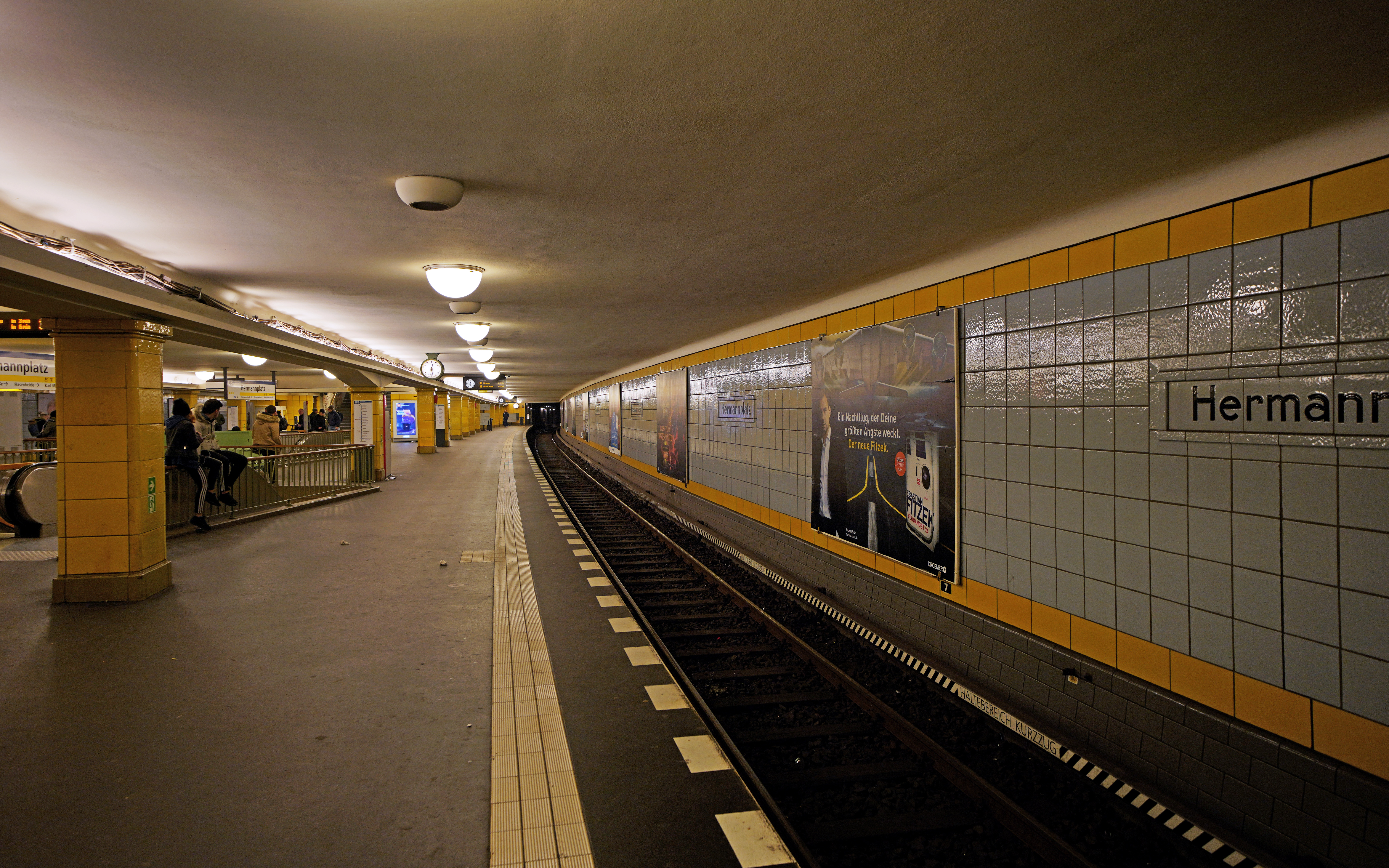
Perron van lijn U8

Om ruimte voor de bouw van het station te creëren kocht de Nord-Süd-Bahn AG begin jaren 20 grote stukken grond aan de westzijde van het plein, dat eigenlijk niet veel meer was dan een brede straat. Tegelijkertijd met de komst van de metro werd de Hermannplatz echter vergroot en groeide het uit tot een echt plein. Op 11 april 1926 werd de oostelijke tak van de Nord-Süd-Bahn verlengd naar Bergstraße (nu Karl-Marx-Straße) en werd het onderste perron van station Hermannplatz in gebruik genomen. Ruim een jaar later, op 17 juli 1927, werd het eerste deel van de GN-Bahn geopend en kwam ook het bovenste niveau van het metrostation in dienst. Meteen na de gereedkoming van het station begon op het bovenliggende perceel de bouw van een nieuw Karstadt-warenhuis, dat op 21 juni 1929 opende en rechtstreekse verbindingen met het metrostation kreeg.
In de beginperiode van het station was het perron alleen toegankelijk met een geldig vervoersbewijs. Zowel bij het betreden als het verlaten van het station bestond er kaartcontrole. In station Hermannplatz was als proef een kaartautomaat met automatisch tourniquet opgesteld, de zogenaamde Auto-Passimeter. De reizigers kochten hun vervoersbewijzen echter liever aan het loket en de Auto-Passimeter werd weinig gebruikt
Tijdens de Tweede Wereldoorlog leed het station nauwelijks schade en na de oorlog waren de lijnen rond de Hermannplatz dan ook als eerste van het metronet weer in bedrijf. Wel werd er in 1942 een schuilkelder ingericht in de opstelruimte naast het perron van de huidige U8. Bij een aanval in januari 1944 brak hier paniek uit en kwamen 30 mensen om in het gedrang.

## Ontwerp

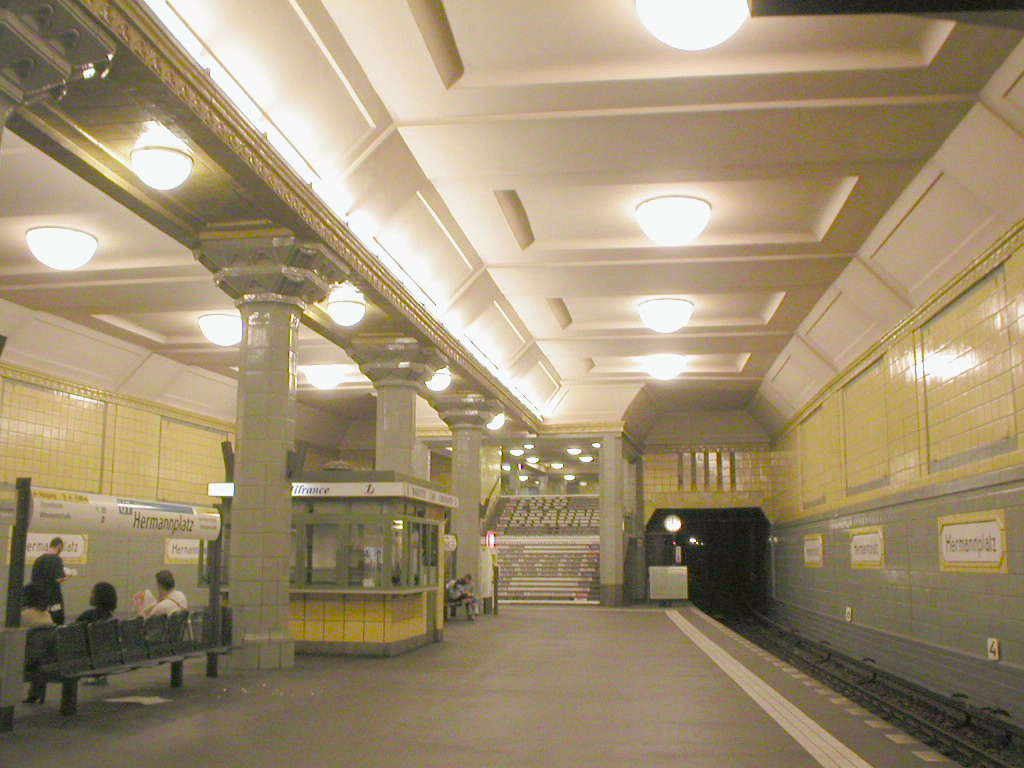
Perron van lijn U7

Station Hermannplatz werd ontworpen door de architecten Alfred Grenander (beide niveaus) en Alfred Fehse (bovenste niveau). De eilandperrons werden kruislings boven elkaar aangelegd om een makkelijke overstap mogelijk te maken. De direct onder de straat gelegen tunnel van de U8 zweeft als een doos in ruime hal van de U7, die hierdoor in tweeën wordt gedeeld. Het dak van beide perronhallen bevindt zich namelijk op gelijke hoogte. De twee niveaus werden met elkaar verbonden door middel van trappen en roltrappen in het midden van de perrons. Roltrappen waren destijds nog een bijzonderheid en Hermannplatz was dan ook het eerste Berlijnse metrostation dat ermee werd uitgerust.
Het ruim zeven meter hoge dak wordt ondersteund door groen betegelde art-deco-zuilen met gedecoreerde kapitelen. Op beide niveaus zijn de wanden bekleed met gele en grijze vierkante tegels. Bij een renovatie tussen 1991 en 1993 werd de oorspronkelijke betegeling echter vrijwel volledig vervangen, waardoor het metrostation een deel van zijn oude glans verloor. Om het veiligheidsgevoel van de reizigers te vergroten werd daarnaast fellere verlichting geïnstalleerd. Ook werd het station van liften voorzien.
Station Hermannplatz geniet bescherming als monument.

## Verbindings- en opstelsporen
Aan de noordwestzijde van station Hermannplatz, onder het Karstadt-warenhuis, ligt een enkelsporige verbindingstunnel tussen de U7 en de U8. Deze zogenaamde Karstadt-Tunnel wordt gebruikt om treinen van de U8 naar de werkplaats Britz aan de U7 te leiden. Verder bevinden zich aan alle vier de uiteinden van het station opstelsporen.